# سامانه نگارش زبان ژاپنی

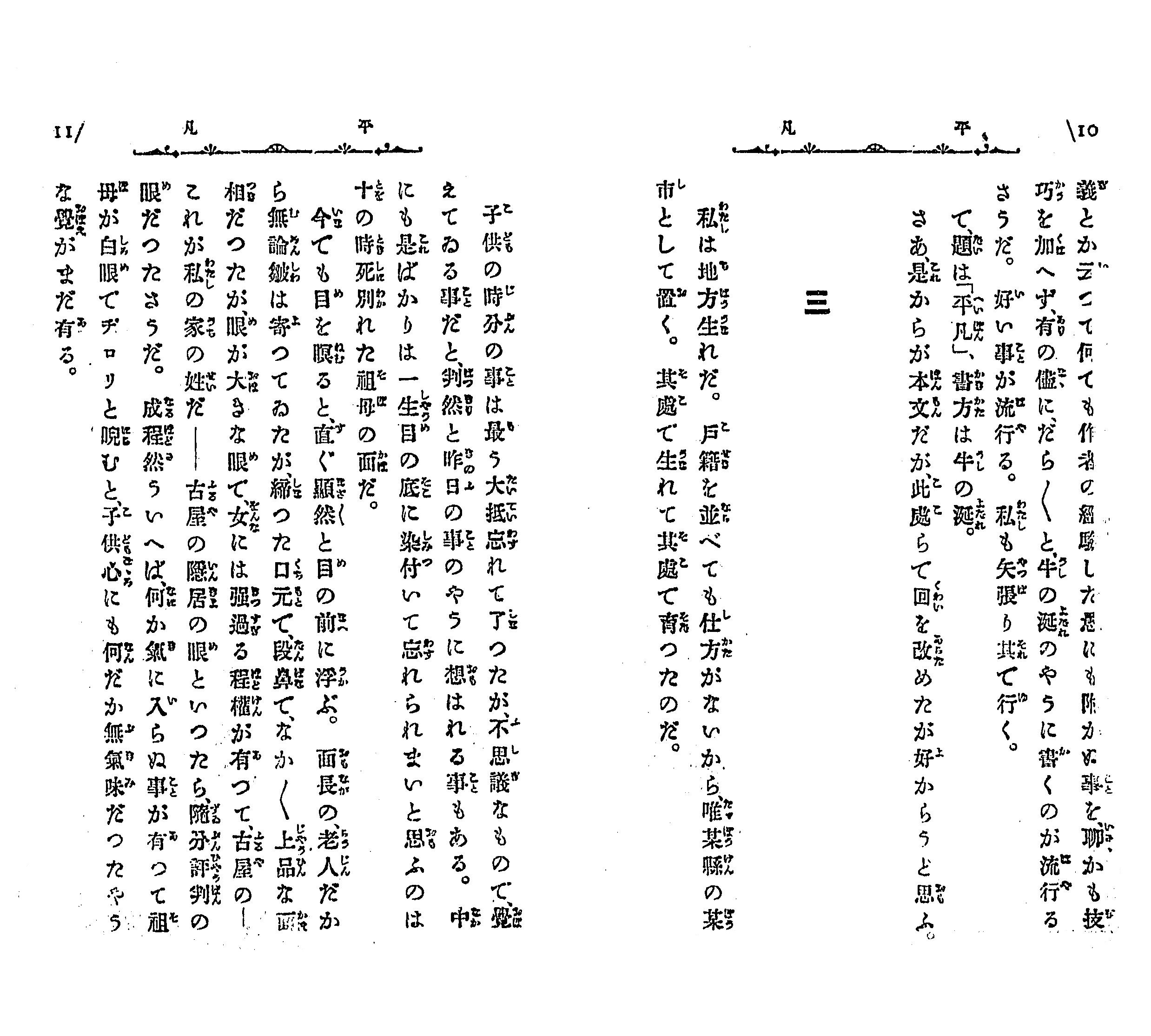
نوول ژاپنی منتشر شده در سال ۱۹۰۸ که متن آن به روش ترکیب کانجی و الفبای کانا (漢字仮名交じり文) که معمول‌ترین دبیره‌نگاری (رسم‌الخط) در زبان ژاپنی است نوشته شده. نویسه‌های روبی (Ruby characters) در سمت راست (یا بالای) کانجی‌ها یا حروف چینی ظاهر شده و تلفظ آن را از طریق الفبای کانا (هیراگانا و کاتاکانا) یا علایم دیگر نشان می‌دهد.

سامانه نگارش زبان ژاپنی در ژاپن معاصر از چهار نوع خط (کانجی، دو نوع الفبای کانا و روماجی) برای نوشتن استفاده می‌کند:
- کانجی‌ها(漢字)
- واژه‌نگار هستند که از زبان چینی گرفته شده‌اند.
- کانا(かな)شامل دو دسته خط هجانگار است:
- هیراگانا، (ひらがな) که برای نوشتن کلمه‌های اصیل ژاپنی به کار می‌رود.
- کاتاکانا، (カタカナ) که برای نگارش واژه‌های وام‌گرفته شده از زبان‌های دیگر یا گایرای‌گو (gairaigo, 外来語) به کار می‌رود. کاتاکانا گاه به منظور تأکید به روی کلمه‌ای جایگزین کانجی یا هیراگانای آن کلمه می‌شود.
- روماجی(ろマジ)یا حروف لاتین برای نگارش هجاهای زبان ژاپنی و همچنین نوشتن از طریق صفحه‌کلید رایانه به کار می‌رود.

در مثال زیر، برگرفته از تیتر روزنامه آساهی در تاریخ نوزدهم آوریل ۲۰۰۴:
ラドクリフ、マラソン五輪代表に1万m出場にも含み
علاوه بر اعداد هندی-عربی ( عدد ۱ به رنگ سیاه)، هر چهار خط رایج در زبان ژاپنی، کانجی (قرمز)، هیراگانا (آبی)، کاتاکانا (سبز)، و روماجی (سیاه) به کار برده شده‌اند. این جمله به صورت زیر خوانده می‌شود:
رادوکوریفو، ماراسون گورین دای‌هیو نی ایچی-مان مه‌تورو شوتسوجو نی مو فوکومی
و ترجمه آن عبارت است از:
«رادکلیف علاوه بر ماراتن المپیک، در ده‌هزار متر نیز شرکت می‌کند»evmeir

## چند نمونه از واژه‌های ژاپنی
| کانجی  | هیراگانا     | کاتاکانا     | روماجی     | فارسی                                 |
| ------ | ------------ | ------------ | ---------- | ------------------------------------- |
| 私     | わたし       | ワタシ       | watashi    | من                                    |
| 金魚   | きんぎょ     | キンギョ     | kingyo     | ماهی قرمز                             |
| 午後   | ごご         | ゴゴ         | gogo       | بعدازظهر                              |
| 音楽   | おんがく     | オンガク     | ongaku     | موسیقی                                |
| 詩人   | しじん       | シジン       | shijin     | شاعر                                  |
| 共和国 | きょうわこく | キョウワコク | kyouwakoku | جمهوری                                |
| 東京   | とうきょう   | トウキョウ   | tōkyō      | توکیو، معنای دقیق واژه: "پایتخت شرقی" |

## استفاده از نویسه‌های گوناگون

نحوه نگارش هیراگانا

بیشتر جمله‌های ژاپنی دربردارنده کانجی و هیراگانا است. کانجی برای نمایش نام‌ها، فعل‌ها، صفت‌ها و قیدها به کار می‌رود. در زبان ژاپنی بخش پایانی یا دنباله فعل و صفت و قید به اقتضای زمان و حالت جمله تغییر می‌کند. این دنباله‌ها با هیراگانا نمایش داده می‌شود. برای نمونه میرو (見る) زمان حال فعل دیدن است (見 کانجی و る هیراگانا است). شکل گذشته این فعل با تغییر به میتا (見た) ساخته می‌شود (حرف هیراگانای る به حرف هیراگانای た تغییر می‌کند). حروف اضافه و ربط و نشانه مفعول بی‌واسطه و غیر از آن نیز به هیراگانا نوشته می‌شود. نقش دیگر هیراگانا نمایش تلفظ کانجی‌ها است. از هیراگانا در کتاب‌های کودکان نیز به جای کانجی (یا همراه با آن) استفاده می‌شود. کلماتی که از زبان‌های بیگانه وام گرفته شده‌است به خط کاتاکانا نوشته می‌شود. کاتاکانا برای نوشتن نام بعضی از گیاهان و حیوانات که کانجی کم‌استفاده‌ای دارند به کار برده می‌شود. از روماجی یا حروف لاتین برای نوشتن واژه‌های اختصاری نظیر OPEC و NATO استفاده می‌شود. نام مکان‌ها در ایستگاه‌های قطار این کشور علاوه بر کانجی و هیراگانا به خط فوریگانای روماجی نیز نمایش داده می‌شود.

نحوه نگارش کاتاکانا

## نویسه‌های روبی
نویسه‌های روبی (Ruby characters) هجانماهای تشریحی کوچکی است که در بالا یا سمت راست کاراکترهای واژه‌نگاری چون حروف چینی و کانجی حاشیه‌نویسی می‌شوند تا نمایان‌کننده تلفظ این واژه‌ها باشد. تلفظ واژه‌نگارها به خودی خود مبهم است. در زبان ژاپنی به این نویسه‌ها روبی (ルビ) یا فوریگانا (ふりがな) گفته می‌شود. از هیراگانا و گاهی نیز کاتاکانا برای حاشیه‌نویسی در زبان ژاپنی استفاده می‌شود.
نمایش تلفظ کانجی توکیو با استفاده از فوریگانا:
京
東

## جهت نگارش خط ژاپنی
به‌طور سنتی خط ژاپنی از بالا به پایین و در ستون‌هایی از راست به چپ نوشته می‌شود. این روشی است برگرفته از خط چینی. در ژاپنی امروزی نوشتن از چپ به راست مرسوم است. کتابی که به روش عمودی نوشته شده باشد همانند فارسی از طرف راست آغاز می‌شود و کتابی که به روش افقی نوشته شده باشد همچون کتاب‌های انگلیسی از طرف چپ باز شده و خوانده می‌شود.

## تلفظ‌های ژاپنی و نگارش به زبان فارسی
حرف و در خط فارسی برای نمایش هر دو صدای او و اُ به کار برده می‌شود، مثل خوب و خوش، مور و موج. در نوشتار فارسی، به استثنای جزوه‌های آموزشی زبان، حرکت‌گذاری خط فارسی (واکه‌های کوتاه، فتحه و کسره و ضمه) مرسوم نیست و از این رو برای نگارش صدای اُ در بسیاری از کلماتی که از زبان‌های دیگر وارد فارسی شده‌اند حرف واو (و) به کار برده می‌شود. برای نگارش واژه‌های ژاپنی اوریگامی، کیمونو، بونسای، رونین و غیر از آن نیز حرف و برای نمایش صدای اُ به کار رفته است. در جدول الفبایی زبان ژاپنی، حروف به صورت واج‌های صدادار و بی‌صدا نمایش داده نمی‌شود. آنچه که در جدول هجاهای الفبای کانا دیده می‌شود یک واحد تفکیک‌ناپذیر است که یا واجی صدادار است یا واجی بی‌صدا که با یکی از صداها دنبال می‌شود (به جز حرف ن (ん) که با واج صداداری دنبال نمی‌شود). همچنین زبان ژاپنی تفاوتی بین واج‌های ر و ل قائل نمی‌شود و تلفظ هر دو آن‌ها یکی است.
در توضیح حروف قرمز رنگ جدول بالا باید اشاره کرد که ゑ در تلفظ امروز زبان ژاپنی همان صدای え (ئه) را دارد و به ندرت به کار می‌رود. ゐ نیز همان صدای い (ئی) را داشته و به ندرت به کار برده می‌شود.

## کیا
کیا، کیو، میا و غیر از آن یک حرف و یک هجا هستند (به تعبیر دقیق‌تر یک مورا Mora モラ) و باید بدون توقف به روی حرف ی با سرعت ادا شوند.

## هیو
برای تولید صدای هیو سطح بیشتری از زبان و سق مورد استفاده قرار می‌گیرد تا جایی که تلفظ آن کمی به شیو نزدیک می‌شود. هیو یک حرف و یک هجا است.

## تسو
تسو(つ)یک حرف و یک مورا است و صدایی است بین ت و س که از میان دندان‌های پیشین تولید می‌شود. تسو همان حرفی است که در آغاز واژه سونامی قرار دارد اما تک‌هجایی ادا کردن آن با سین فارسی به تلفظ اصلی نزدیک‌تر است تا تلفظ آن با دوهجای تسو.

## فو
در زبان ژاپنی صدای هو و فو یکی است و نگارش ژاپنی تفاوتی میان این دو قائل نمی‌شود.

## ن
به جز حرف ن (ん)، همه حروف زبان ژاپنی به مصوت ختم می‌شود.